# Dennis Hoey
Dennis Hoey (* 30. März 1893 in London als Samuel David Hyams; † 25. Juli 1960 in Palm Beach County, Florida) war ein britischer Schauspieler. Bekannt wurde er durch seine Rolle als Inspector Lestrade in der Sherlock-Holmes-Filmreihe mit Basil Rathbone.

## Leben
Samuel David Hyams verdiente sich sein Geld zunächst als Sänger, allerdings war diese Laufbahn von wenig Erfolg geprägt. Im Alter von 25 Jahren wechselte er in den Beruf des Schauspielers und trat auf Londoner Theaterbühnen auf. Seinen ersten Filmauftritt hatte er 1927 im britischen Stummfilm Tiptoes in der Rolle eines Hoteliers. In den folgenden Jahren spielte Hoey in weiteren britischen Filmen und wurde zu einem erfolgreichen Nebendarsteller. 1936 drehte er mit Uncivilised einen Film in Australien und Ende der 1930er-Jahre zog es Hoey in die Vereinigten Staaten. Zunächst war er dort am Broadway in einigen Produktionen zu sehen, etwa als Mr. Rochester zwischen 1937 und 1938 in Jane Eyre zusammen mit Katharine Hepburn in der Titelrolle. 1939 spielte er in dem US-amerikanischen Fernsehfilm Hay Fever neben Montgomery Clift, einem der ersten amerikanischen Fernsehfilme überhaupt.
Anfang der 1940er-Jahre zog es den hochgewachsenen Schauspieler zur Filmindustrie nach Hollywood, wo er in Nebenrollen vor allem britische Figuren wie Aristokraten oder Offiziere verkörperte. Bekannt wurde Hoey vor allem durch seine Darstellung des Inspector Lestrade, den er in sechs der Sherlock-Holmes-Filme von Universal Pictures an der Seite von Basil Rathbone und Nigel Bruce verkörperte. Sein Inspector Lestrade fungiert in dem Filmen als Comic Relief, verhält sich oft wichtigtuerisch und nicht besonders intelligent, wenngleich er Holmes am Ende stets zur Seite steht. Auch abseits der Holmes-Reihe spielte er oft Kriminal- oder Regierungsbeamte, zum Beispiel in Frankenstein trifft den Wolfsmenschen und Tarzan und das Leopardenweib. In den 1950er-Jahren zog sich Hoey zunehmend aus dem Schauspielgeschäft zurück, seinen letzten von über 65 Filmen drehte er 1952, anschließend übernahm er nur noch wenige Gastrollen im Fernsehen.
Dennis Hoey verstarb 1960 im Alter von 67 Jahren an einer Nierenerkrankung in Palm Beach County, Florida. Von 1933 bis 1946 war der Schauspieler mit Josephine Hoey verheiratet, die Ehe wurde geschieden. Sein Sohn Michael A. Hoey (1934–2014) arbeitete später als Produzent und Regisseur zahlreicher Fernsehfilme. Über die Beziehung zu seinem Vater veröffentlichte er 2007 das Buch Elvis, Sherlock and Me: How I Survived Growing Up in Hollywood.

## Filmografie (Auswahl)
- 1927: Tiptoes
- 1931: Tell England
- 1933: Ahasver, der ewige Jude (The Wandering Jew)
- 1934: Jud Süß (Jew Süss)
- 1934: Chu-Chin-Chow
- 1935: Immortal Gentleman
- 1935: The Mystery of the Mary Celeste
- 1936: Uncivilised
- 1939: Hay Fever (Fernsehfilm)
- 1941: A Yank in the R.A.F.
- 1942: Abenteuer in der Südsee (The Story of Benjamin Blake)
- 1942: Die Geheimwaffe (Sherlock Holmes and the Secret Weapon)
- 1943: Frankenstein trifft den Wolfsmenschen (Frankenstein Meets the wolf Man)
- 1943: They Came to Blow up America
- 1943: Gespenster im Schloß (Sherlock Holmes Faces Death)
- 1943: Das Spinnennest (Sherlock Holmes and the Spider Woman)
- 1944: Die Perle der Borgia (The Pearl of Death)
- 1944: Kleines Mädchen, großes Herz (National Velvet)
- 1944: Auf Ehrenwort (Uncertain Glory)
- 1945: Das Haus des Schreckens (Sherlock Holmes and the House of Fear)
- 1945: Eine Lady mit Vergangenheit (Kitty)
- 1946: Tarzan und das Leopardenweib (Tarzan and the Leopard Woman)
- 1946: Juwelenraub (Terror by Night)
- 1946: Die Werwölfin von London (The She-Wulf of London)
- 1946: Anna und der König von Siam (Anna and the King of Siam)
- 1947: Eine Welt zu Füßen (The Foxes of Harrow)
- 1947: Goldene Ohrringe (Golden Earrings)
- 1947: Christmas Eve
- 1948: Johanna von Orleans (Joan of Arc)
- 1948: Im Banne der roten Hexe (Wake of the Red Witch)
- 1948: Ohne Erbarmen (Ruthless)
- 1949: Der geheime Garten (The Secret Garden)
- 1949: Die Goldräuber von Tombstone (Bad Men of Tombstone)
- 1950: Verfemt (The Kid from Texas)
- 1951: David und Bathseba (David and Bathsheba)
- 1952: Die Geliebte des Korsaren (Caribbean Gold)

## Theater (Auswahl)
- 1924: Hassan
- 1926–1927: KatjaOct 18, 1926 - Jan 22, 1927